# همشهری‌ها
همشهری‌ها (انگلیسی: Citizen of a Kind; کره‌ای: 시민덕희) یک فیلم محصول سال ۲۰۲۴ کره جنوبی به کارگردانی پارک یونگ جو و با بازی را می ران، گونگ میونگ، یوم هه ران، پارک بیونگ اون، جانگ یون جو، لی مو سنگ و آن اون جین است. این فیلم برپایه داستان واقعی کیم سونگ جا، صاحب واقعی رخت‌شوی‌خانه‌ای در هواسونگ، گیونگ‌گی است که رئیس یک سازمان فیشینگ صوتی را دستگیر کرد. این فیلم در ۲۴ ژانویه ۲۰۲۴ منتشر شد. 

## بازیگران
- را می ران در نقش کیم دوک هی
- گونگ میونگ در نقش کوان جه مین
- یوم هه ران در نقش بونگ ریم
- پارک بیونگ اون در نقش پارک هیونگ شیک
- جانگ یون جو در نقش سوک جا
- لی مو سنگ در نقش اوه میونگ هوان
- آن اون جین در نقش ئه ریم